# 羅卡 (香港)
羅卡，MH（？—），人稱「卡叔」，本名劉耀權，香港資深影評人及電影研究者，原籍廣東中山，1940年出生於澳門。香港電影評論學會會員。現擔任康樂及文化事務署博物館專家顧問等職。2023年獲頒第41屆香港電影金像獎專業精神獎。

## 簡歷
中學時代就讀於澳門德明中學。
1957年，到香港入讀崇基學院數學系，至1961年畢業。
1961年至1967年，任職於《中國學生周報》。離職後仍繼續於電影版撰寫影評。
1967年後，先後《香港影畫》、《電視周刊》、《亞洲週刊》等刊物擔任編輯等職。
1971年起，赴意大利進修電影。
1973年夏天，從意大利回港，在商業電台擔任節目撰稿，並在無綫電視當兼職編劇。
1974年起，正式加入無綫電視，初期時擔任創作工作，後期轉至行政工作。任職十多年。
1977年起，一直參與香港國際電影節籌辦工作。
1990年至2000年，正式轉職至香港國際電影節，擔任節目策劃及編輯，專注電影研究。
2001年至2005年，轉職至香港電影資料館。
2004年，因對推廣香港電影文化的貢獻，獲頒榮譽勳章。
2023年4月，與另一位香港資深影評人石琪一同獲頒第41屆香港電影金像獎專業精神獎。

## 家庭
配偶汪海珊亦為電影研究者。

## 職銜
- 香港公開大學創意寫作與電影藝術課程學術顧問 （2018-2022）[4]
- 香港城市大學創意媒體學院畢業作品評核試校外評核員（2011-2014）及專家顧問（2016）[4]
- 華語紀錄片節評審委員（2008-2016）[4]
- 香港電影評論學會董事（-2020）[4]
- 香港國際電影節董事局成員（2001-2019）[4]
- 香港電影資料館前節目策劃[4]
- 團結香港基金所編纂《香港志》（電影部份）評核員[4]